# Pani (jezioro)
Pani – jezioro w Polsce, położone w powiecie kościerskim (województwo pomorskie), w gminie Stara Kiszewa, połączone ciekiem wodnym z jeziorem Struga. Okolice jeziora to miejsce przenikania się dwóch regionów Pomorza: Kaszub i Kociewia.
Ogólna powierzchnia: 8,7 ha.